# Lijin
Der Kreis Lijin (chinesisch 利津县, Pinyin Lìjīn Xiàn) ist ein Kreis der ostchinesischen Provinz Shandong. Er gehört zum Verwaltungsgebiet der bezirksfreien Stadt Dongying. Lijin hat eine Fläche von 1.287 km² und zählt 281.252 Einwohner (Stand: Zensus 2010). Sein Hauptort ist die Großgemeinde Lijin (利津镇).

## Administrative Gliederung
Auf Gemeindeebene setzt sich der Kreis aus fünf Großgemeinden und vier Gemeinden zusammen. 